# Pains (Santa Maria)
Pains (pronunciación portuguesa: [????], ‘Paim, un apellido’) es un barrio del distrito de Pains, en el municipio de Santa Maria, en el estado brasileño de Río Grande del Sur. Está situado en el sudeste de Santa Maria.

## Villas
El barrio contiene las siguientes villas: Pains, São Sebastião, Passo das Topas, Vila Abrantes, Vila Videira, Vila Marques, Sítio dos Paines, São Geraldo.

## Galería de fotos

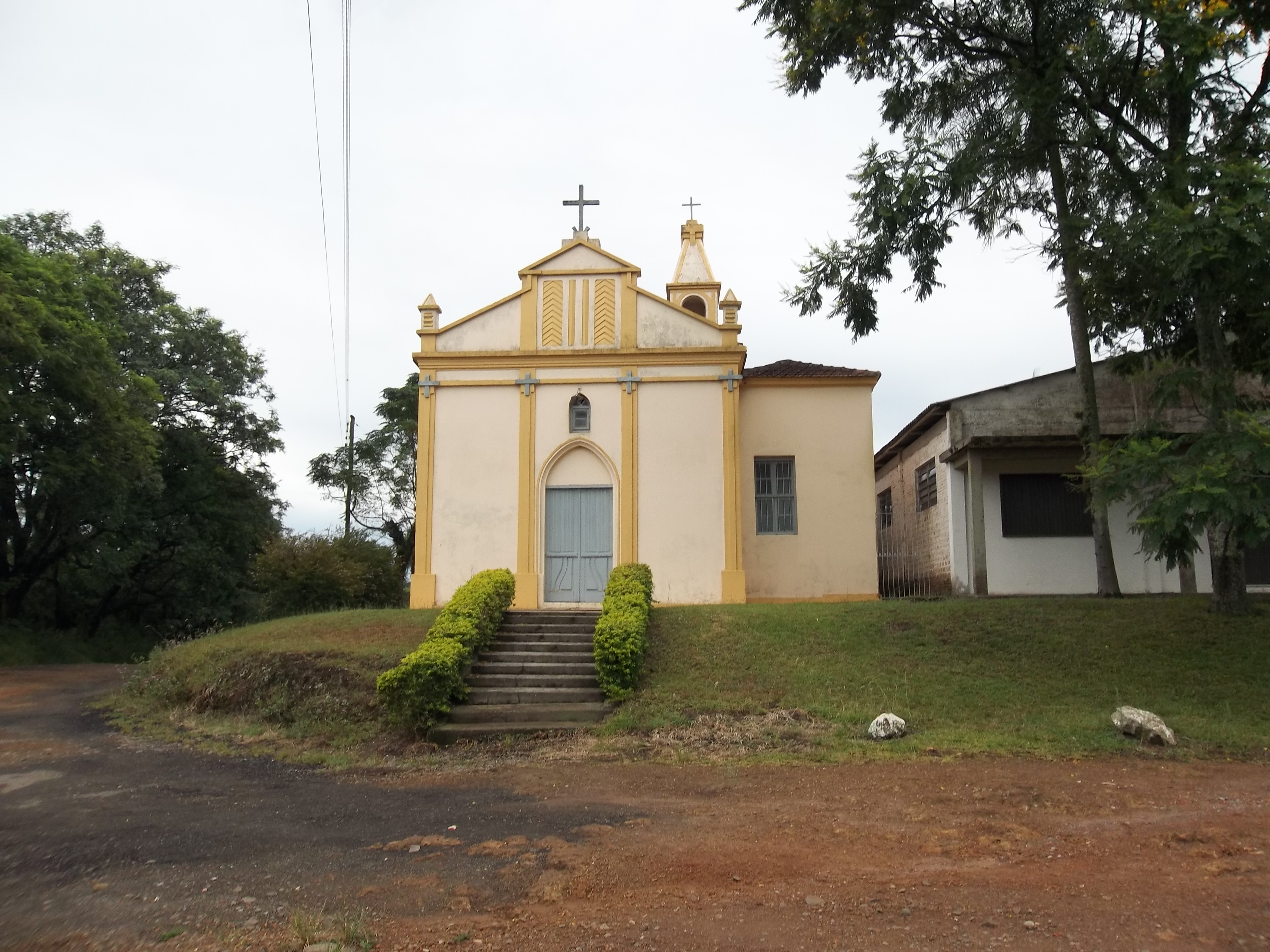
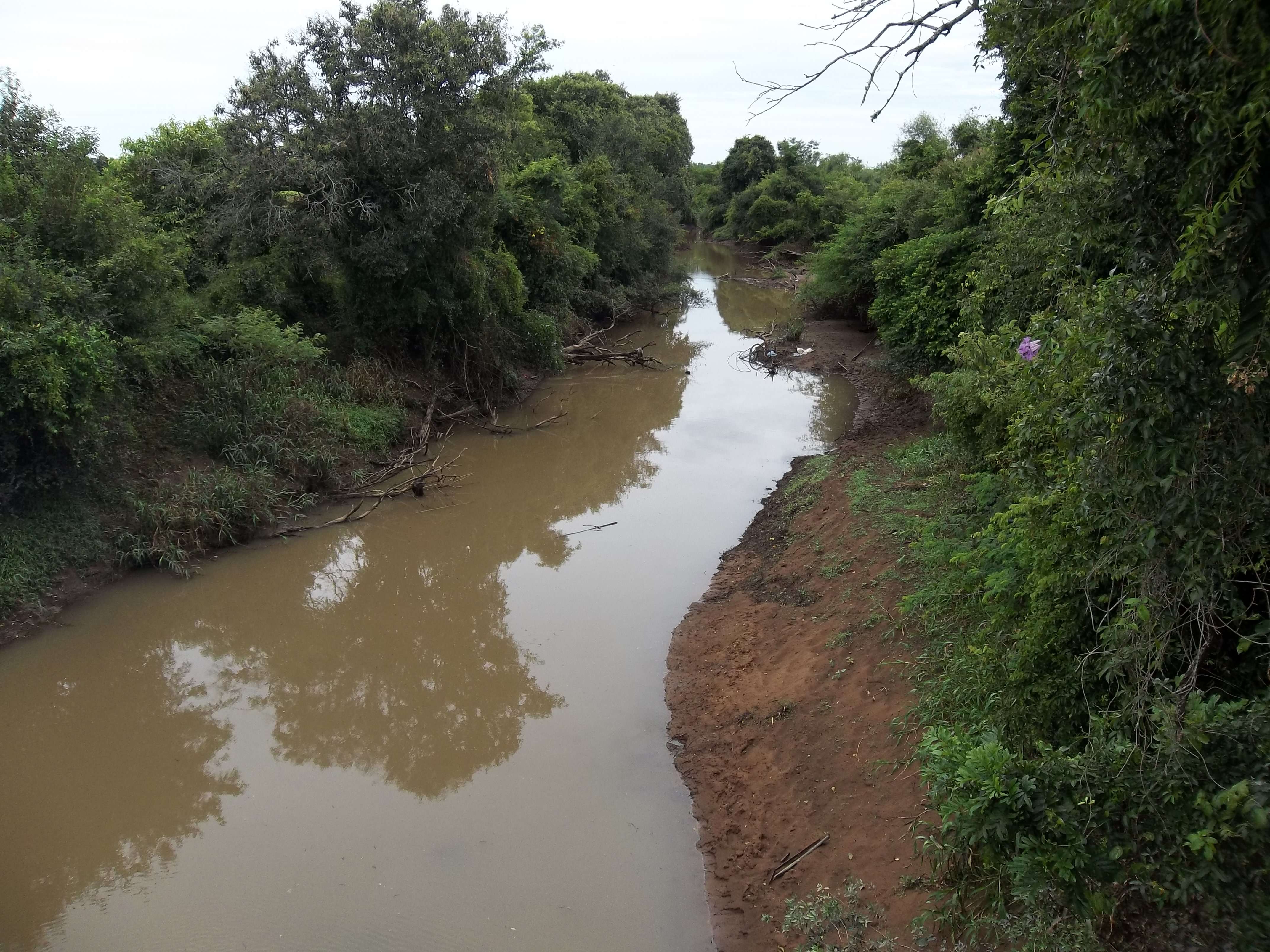

| Noroeste: Lorenzi / Tomazetti | Norte: Diácono João Luiz Pozzobon / Camobi | Nordeste: Palma       |
| Oeste: São Valentim           |                                            | Este: Arroio do Só    |
| Suroeste: Santa Flora         | Sur: Passo do Verde                        | Sureste: Arroio do Só |